# Kenia en los Juegos Paralímpicos de Seúl 1988
Kenia estuvo representada en los Juegos Paralímpicos de Seúl 1988 por doce deportistas, nueve hombres y tres mujeres.

## Medallistas
El equipo paralímpico keniano obtuvo las siguientes medallas:
| Nombre           | Deporte            | Evento                  |
| ---------------- | ------------------ | ----------------------- |
| Oro              |                    |                         |
| —                |                    |                         |
| Plata            |                    |                         |
| Grace Muteti     | Atletismo          | Jabalina 2 femenino     |
| Lucy Wanjiru     | Atletismo          | Jabalina 3 femenino     |
| Samson Mosoti    | Atletismo          | Jabalina 5 masculino    |
| Patricia Kihungi | Bolos sobre hierba | Individual 2-6 femenino |
| Bronce           |                    |                         |
| Lucy Wanjiru     | Atletismo          | Peso 3 femenino         |